# Sunny, entre estrellas
Sunny entre estrellas (titulado en inglés: Sonny with a Chance) es una serie de televisión de comedia estadounidense de Steve Marmel que se emitió en Disney Channel durante dos temporadas entre febrero de 2009 y enero de 2011. La serie se centra en Sonny Munroe (interpretado por Demi Lovato), un comediante adolescente de Wisconsin que se une al elenco de una serie de televisión de comedia titulada So Random! después de mudarse a Hollywood, Los Ángeles. Los episodios tratan sobre los intentos de Sonny de desarrollar relaciones con sus compañeros de reparto y establecer su papel dentro del grupo, centrándose en su vida trabajando en el set del programa, además de aceptar su nueva fama. Los temas principales representados incluyen el enfoque en las amistades y la adolescencia. La serie también está protagonizada por Tiffany Thornton, Sterling Knight, Brandon Mychal Smith, Doug Brochu y Allisyn Ashley Arm. Sonny with a Chance también contiene bocetos de comedia completamente producidos del programa dentro de un programa. Estos elementos se inspiran en la serie de Nickelodeon All That, en la que trabajaron anteriormente los productores ejecutivos Brian Robbins y Sharla Sumpter Bridgett, así como en 30 Rock.
Disney Channel lanzó la serie como continuación de sus exitosos programas de comedia de la década de 2000. Lovato fue elegida para continuar su afiliación con la red después de su papel en la película para televisión Camp Rock (2008) y el lanzamiento de música a través del sello Hollywood Records, propiedad de Disney. Esta promoción cruzada fue pensada de manera similar tanto para Cyrus como para Gomez. Varsity Pictures y It's a Laugh Productions produjeron el programa y se estrenó en Disney Channel el 8 de febrero de 2009. En Disney Channel Latinoamérica tuvo un preestreno el 24 de mayo de 2009 y el estreno oficial fue el 29 de mayo de 2009. Mientras que en Disney Channel España se estrenó el 20 de junio de 2009. Sonny with a Chance experimentó una gran audiencia en los Estados Unidos en la televisión abierta. La serie no recibió una amplia cobertura crítica. El programa se emitió por última vez el 2 de enero de 2011; ambas temporadas se han distribuido mediante descarga digital y en el servicio de transmisión de Disney+.
Inicialmente renovada para una tercera temporada, la serie entró en incertidumbre cuando Lovato se sometió a tratamiento por problemas personales en noviembre de 2010 y no pudo continuar filmando el programa. La temporada entró en producción sin Lovato, con un enfoque en los elementos del programa dentro de un programa (bocetos, actuaciones musicales y estrellas invitadas) como una solución temporal hasta su regreso. Después de que se informó que Lovato no volvería a la serie en abril de 2011, los episodios que se habían producido se renombraron en una serie derivada titulada So Random!, que se emitió durante una temporada de 2011 a 2012.

## Sinopsis
Sonny Munroe es una alegre y ambiciosa quinceañera de Wisconsin que ha tenido éxito subiendo videos cómicos a Internet. Después de que la descubren en un casting nacional, se muda a Hollywood, Los Ángeles, para unirse al elenco de una popular serie de comedia de sketches para adolescentes titulada So Random!. La serie se centra en la vida de Sonny trabajando en el programa, así como en su vida hogareña. Acepta las dificultades de trabajar en un plató de televisión junto a sus compañeros de reparto, en particular la egocéntrica Tawni Hart, que no es amable con Sonny. El elenco de So Random! también incluye al afable Nico Harris y su mejor amigo Grady Mitchell, así como a la astuta Zora Lancaster. Bocetos de comedia de So Random! se incluyen dentro de la serie. El elenco de So Random! trabajan en el mismo estudio de televisión que su programa de televisión rival, Mackenzie Falls, una serie dramática protagonizada por el ídolo adolescente Chad Dylan Cooper. Sonny with a Chance explora el retrato de una adolescente con un sueño ambicioso, en el mismo estilo que otras series para adolescentes como Hannah Montana e iCarly. El tema de seguir los sueños se reconoce como un atributo destacado de los programas producidos por Disney Channel.

## Elenco y personajes

### Principales

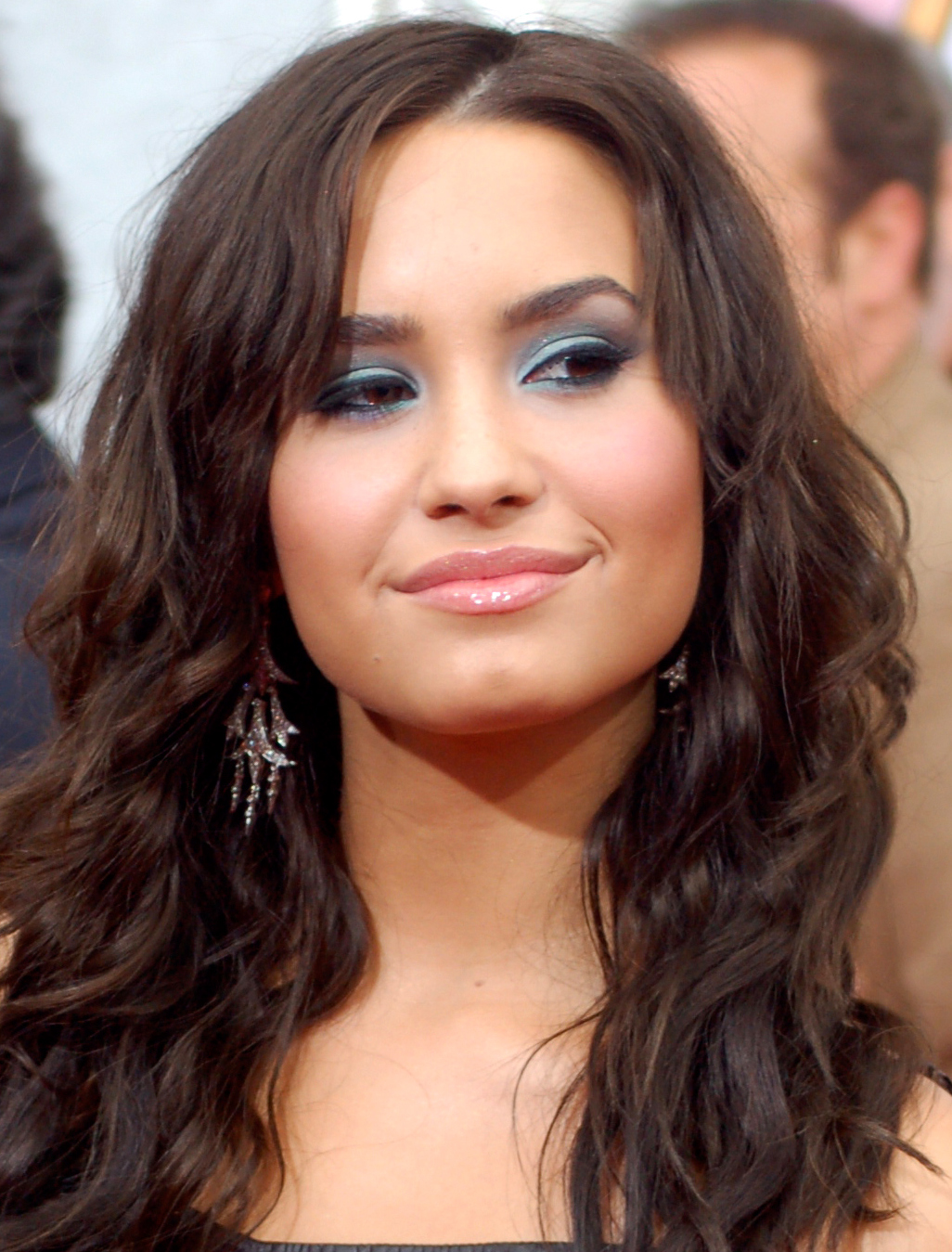
Demi Lovato (en 2009) interpreta a Sonny Munroe.

- Demi Lovato como Allison[10] «Sunny» Munroe, es una adolescente simpática, excéntrica y bien intencionada de Appleton, Wisconsin que consigue un papel principal en su programa de televisión de comedia sketch favorito, So Random!. Es una estrella en ascenso del reparto y trabaja duro para ser la mejor comediante que pueda ser. Sonny a menudo trata de resolver la disputa en curso entre los elencos de Mackenzie Falls y de So Random!, sobre todo cuando tiene una cita con la estrella de Makenzie Falls, Chad Dylan Cooper. Ambos entablan una relación a partir del episodio «Falling for the Falls» hasta que se separan en «Sonny with a Choice». Como se ve en episodios posteriores, todos sus compañeros de reparto son muy aficionados a ella.
- Tiffany Thornton como Tawni Hart, es miembro del reparto principal de So Random! que teme que Sonny se mueva en su centro de atención y actúa con malicia hacia la recién llegada. Sin embargo, después de un tiempo, ambas se convierten en mejores amigas. Tawni es una diva; ama los espejos, maquillaje y todo lo que de sí misma. A pesar de ser egoísta, es talentosa y tiene un lado sensible. Ella tiene una personalidad similar a la de Chad. Ella sólo usa el lápiz labial «Cacao moca cacao», como se dice en muchos episodios.
- Sterling Knight como Chad Dylan Cooper, es un ídolo adolescente como la estrella en Mackenzie Falls, la serie de televisión adolescente de su rival So Random!. Él es egoísta y muy centrado en sí mismo. Tiene un lado sensible, que por lo general sólo se muestra a Sonny. Chad fue el novio de Sonny a partir del episodio «Falling for the Falls» hasta que se separaron en «Sonny with a Choice». Como resultado de este romance, que empezó a reanimar al elenco de So Random! y, finalmente, comenzó a «pasar el rato» con ellos. Luego de la ruptura, se demuestra que todavía tiene sentimientos por Sunny en el episodio después de la separación. En la primera temporada, fue visto como un consentido, un joven vanidoso, pero en episodios posteriores, se ha cambiado para ser más cariñoso y amable.
- Brandon Mychal Smith como Nico Harris, es miembro del elenco de So Random! y es el mejor amigo de Grady. Él siempre se sorprendente con las chicas y se siente atraído por la estrella de Mackenzie Falls Penélope, que constantemente lo rechaza cuando él la invita a salir. Un chiste en toda la serie Nico saltó a los brazos de Grady cuando se asusta, como Scooby y Shaggy.
- Doug Brochu como Grady Mitchell, es miembro del elenco de So Random!. Él es el mejor amigo de Nico. Grady siempre está involucrado en los planes extraños de Nico. Está demostrado que es torpe, ingenuo e inmaduro. También llega con conclusiones muy extrañas en ciertas situaciones. Le encanta comer y odia hacer ejercicio. Él afirma ser un experto lector de labios, pero muy a menudo malinterpreta una lectura errónea de las bocas de sus objetivos y se le ocurren ridículas frases. En el episodio «The New Girl», le comenta a Nico que cuando está en torno a una chica que él cree que le gusta, él se convertirá en un escocés llamado Seamus McGregor. Él tiene un hermano mayor llamado Grant, quien está en la universidad y es el líder de su propia fraternidad.
- Allisyn Ashley Arm como Zora Lancaster, es miembro del elenco de So Random!, es muy inteligente, misteriosa e ingeniosa. Ella es la más astuta del elenco y es conocida como «la rara». A menudo se sale de la nada, sorprendiendo a sus amigos. Ella es un poco detective y pone sus habilidades para utilizar en el estudio de So Random!. Ella escucha las conversaciones de sus amigos y luego una sacudida eléctrica por hablar con ellos sobre esto más adelante. Ella apareció de forma esporádica a lo largo de la segunda temporada. Su escondite es el famoso orificio de ventilación del camerino de Sunny y Tawni.

## Episodios
| Temporada | Episodios | USA                  | USA                     | Hispanoamérica      | Hispanoamérica      | España              | España             |
| Temporada | Episodios | Comienzo             | Final                   | Comienzo            | Final               | Comienzo            | Final              |
| --------- | --------- | -------------------- | ----------------------- | ------------------- | ------------------- | ------------------- | ------------------ |
| 1         | 21        | 8 de febrero de 2009 | 22 de noviembre de 2009 | 24 de mayo de 2009  | 31 de enero de 2010 | 20 de junio de 2009 | 5 de junio de 2010 |
| 2         | 25        | 14 de marzo de 2010  | 2 de enero de 2011      | 18 de abril de 2010 | 16 de enero de 2011 | 18 de junio de 2010 | 1 de julio de 2011 |

### Especiales de televisión
| Especial N° | Temporada N° | Episodio N° | Título                | Estreno en Estados Unidos | Estreno en Latinoamérica | Estreno en España     |
| ----------- | ------------ | ----------- | --------------------- | ------------------------- | ------------------------ | --------------------- |
| 1           | 2            | 31/32       | Falling for the Falls | 20 de junio de 2010       | 18 de septiembre de 2010 | 14 de febrero de 2011 |
| 2           | 2            | 33/34       | Sunny with a Secret   | 18 de julio de 2010       | 29 de septiembre de 2010 | 20 de mayo de 2011    |

## Producción
El título original del trabajo de la serie era Sketchpad!, y el nombre original para el personaje principal era Molly Munroe. El título del show se cambió a Welcome to Mollywood. Después de los primeros materiales de publicidad sobre la serie fueron lanzados, el nombre del personaje principal fue cambiado a Holli y el título cambió de nuevo a Welcome to Holliwood. El nombre del personaje principal fue cambiado más adelante a Sonny Munroe, y el título de la serie fue cambiada por última vez a Sonny with a Chance. El nombre es un juego de palabras "Sunny with a chance of rain", como se oye en las previsiones meteorológicas, lo que refleja las muchas situaciones cómicas en las que el elenco se encuentran en cada episodio.
Sonny with a Chance tiene una show-dentro-de-show, So Random!, completo con sketches totalmente producidos. El productor ejecutivo de la serie Brian Robbins previamente escribió y fue productor ejecutivo de la serie en la vida real de comedia para niños All That y The Amanda Show para Nickelodeon.
Gary Marsh, presidente de entretenimiento de Disney Channel Worldwide, declaró: "Esta serie se basa en uno de los atributos principales temáticas que representan, que sigue sus sueños, también hubo la oportunidad de hacer un espectáculo híbrido". La serie comenzó la producción el 15 de septiembre de 2008 y la primera temporada fue grabada en la Stage 11 de la NBC Studios de Burbank, California; para la segunda temporada, la producción de la serie se trasladó a Hollywood Center Studios en Hollywood, California, donde The Suite Life on Deck, Wizards of Waverly Place y Jonas L.A. también se grabó.

### Salida de Lovato
Se anunció el 12 de noviembre de 2010 que la tercera temporada se iniciaría la producción sin Lovato, debido a su recuperación de problemas de salud. La serie ahora se centrará en un programa de sketch/comedia/variedad musical So Random!, centrado en torno a estrellas invitadas, sketches, cortos digitales, y actuaciones musicales, un formato similar al de Saturday Night Live, pero dirigida a un público mucho más joven. La producción de la tercera temporada comenzó el 30 de enero de 2011.
El 19 de abril de 2011, People.com reportó que Demi Lovato no iba a volver para la tercera temporada. Como resultado de ello, el programa pasará a llamarse So Random! y se centran sólo en los sketches en lugar de las travesuras detrás de las escenas. Como resultado de la salida de Lovato de Sonny with a Chance, la serie es la segunda serie original de Disney Channel que su actor/actriz principal lo deje durante la ejecución de la serie (después de So Weird), y la cuarta serie de Disney Channel en haber un miembro del reparto principal en salir de la serie durante su ejecución (con That's So Raven y Jonas L.A. también se incluyen).
La tercera temporada se convirtió luego en su propia nueva serie, basada en su nuevo formato.

### Tema principal y secuencia de apertura
El tema musical de la serie "So Far, So Great", fue compuesto por Jeanne Lurie, Chen Neeman y Aristedis "Aris" Archontis, que tienen cada uno canciones escritas por varios artistas en propiedad de Disney Hollywood Records. Es interpretada por la actriz de la serie Demi Lovato. El tema es de estilo pop-rock (las señales de la música compuesta por Scott Clausen y Christopher Lee, de señalización de cambios de escena y los cortes comerciales son de estilo similar).
Una versión completa de este tema fue lanzado a través de Radio Disney el 31 de marzo de 2009, en menos de dos meses tras el estreno de la serie en los EE. UU. El tema también se ofrece como una pista en el álbum recopilatorio de Disney, Disney Channel Playlist, lanzado por Walt Disney Records el 9 de junio de 2009. También está disponible en la pista 14 en el segundo álbum de Lovato Here We Go Again, lanzado por Hollywood Records el 21 de julio de 2009.
En la versión de la serie en Ruso ("Дайте Санни шанс" también conocido como Give Sonny a Chance), los nombres de los miembros del reparto se hizo en alfabeto cirílico -- y la introducción es interpretada por una chica rusa diferente en Ruso (no por Demi Lovato). De lo contrario, en la traducción la música de la introducción no fue cambiada.
En la versión portugués de Brasil ("Sunny Entre Estrelas") la música de la introducción se canta en la traducción.

## Banda sonora
| Número | Título                 | Episodio                         | Cantante/s       |
| ------ | ---------------------- | -------------------------------- | ---------------- |
| 1      | "Me, Myself and Time"  | "Sonny With a Song"              | Demi Lovato      |
| 2      | "Hanging"              |                                  | Sterling Knight  |
| 3      | "Kiss Me"              |                                  | Tiffany Thornton |
| 4      | "What to Do"           | "New Girl"                       | Demi Lovato      |
| 5      | "How We Do This"       |                                  | Sterling Knight  |
| 6      | "Work of Art"          | "A So Random! Halloween Special" | Demi Lovato      |
| 7      | "Come Down with Love"  | "A So Random! Halloween Special" | Allstar Weekend  |
| 8      | "Sure Feels Like Love" |                                  | Tiffany Thornton |
| 9      | "So Far, So Great"     | Todos los episodios              | Demi Lovato      |

## Lanzamientos del DVD

### Recopilaciones
| Título | Fecha de lanzamiento           | Episodios |
| --- | ------------------------------ | --- |
| Sonny with a Chance: Sonny's Big Break | 25 de agosto de 2009 (EE. UU.) | "Sketchy Beginnings", "West Coast Story", "Sonny At The Falls", "Cheater Girls", "Sonny In The Middle" (episodio bonus) |
| Las características adicionales incluyen un episodio nunca antes visto de la temporada 1 titulado, "Sonny in the Middle". El DVD también incluye un final corta de la temporada de Mackenzie Falls, una tarjeta de colección y la cinta oficial de la audición de Demi Lovato en 2007 para la serie. |                                | |

### Volúmenes de la temporada
| Título del DVD                                        | Fecha de lanzamiento                                  | Episodios Destacados | Características Adicionales                |
| ----------------------------------------------------- | ----------------------------------------------------- | --- | ------------------------------------------ |
| Season 1: Volume 1: Hello, Hollywood!                 | AUS: 3 de marzo de 2010 UK: 2 de agosto de 2010       | Primeros siete episodios (4:3 versiones) - "Sketchy Beginnings" - "West Coast Story" - "Sonny At The Falls" - "You've got Fan Mail" - "Cheater Girls" - "Three's not Company" - "Poll'd Apart" | - Mackenzie Falls Mini-Episodios           |
| Season 1: Volume 2: So Far, So Great!                 | AUS: 2 de junio de 2010 UK: 23 de agosto de 2010      | Siete episodios (4:3 versiones) - "Fast Friends" - "Sonny with a Chance of Dating" - "Sonny And The Studio Brat" - "Promises, Prom-Misses" - "The Heartbreak Kids" - "Battle of the Networks' Stars" - "Prank'd" | - Las audiciones del elenco                |
| Season 1: Volume 3: Star On The Rise!                 | AUS: 3 de agosto de 2010 UK: 13 de septiembre de 2010 | Siete episodios (4:3 versiones) - "Tales From the Prop House" - "Sonny in the Kitchen with Dinner" - "Guess Who's Coming to Guest Star?" - "Hart to Hart" - "Sonny in the Middle" - "Cookie Monsters" - "Sonny: So Far"                                                                                               | - Blooper Reel                             |
| Season 2: Volume 1: Sonny With a Chance of So Random! | AUS: N/A UK: N/A                                      | Ocho episodios (4:4 versiones) - "Walk a Mile in my Pants" - "Sonny With a Goat" - "Gassie Passes" - "Sonny With a Song" - "High School Miserable" - "Legend of Candy Face" - "Random Act of Disrespect" - "Gummy With a Chance"                                                                                      | - Reparto de la temporada 2 Entrevista     |
| Season 2: Volume 2: Channy in Love?                   | AUS: UK: N/A                                          | Diez episodios (4:6 versiones) - "Falling for the Falls (Part 1) - "Falling for the Falls (Part 2) - "Sonny With a Secret" - "The Problem with Pauly" - "That's So Sonny" - "Chad Without a Chance" - "My Two Chads" - "A So Random! Halloween Special" - "Sonny With a 100% Chance of Meddling" - "Dakota's Revenge" | - Final Alternativo de Sonny With a Secret |
| Season 2: Volume 3: Up & Down                         | AUS: UK: N/A                                          | Seis episodios (versión 4.2) - "Sonny With a Kiss" - "A So Random! Holiday Special" - "Sonny With a Grant" - "Marshall With a Chance" - "Sonny With a Choice" - "New Girl" | - Temporada 2 Wrap Party                   |

### Temporadas completas
La primera temporada completa fue lanzado el 7 de mayo de 2010 en Polonia y México, y el 26 de agosto de 2010 en Alemania.

## Premios y nominaciones
| Año  | Premiación                   | Categoría                                                                      | Nominado            | Resultado |
| ---- | ---------------------------- | ------------------------------------------------------------------------------ | ------------------- | --------- |
| 2009 | Teen Choice Awards           | Mejor Estrella Femenina Revelación de TV                                       | Demi Lovato         | Ganadora  |
| 2009 | Kids Choice Awards Australia | Programa de Comedia Favorito                                                   | Sonny With a Chance | Nominados |
| 2010 | Kids Choice Awards           | Programa de TV Favorito                                                        | Sonny With a Chance | Nominados |
| 2010 | Teen Choice Awards           | Mejor Programa de TV: Comedia                                                  | Sonny With a Chance | Nominados |
| 2010 | Teen Choice Awards           | Mejor Actriz de TV: Comedia                                                    | Demi Lovato         | Nominada  |
| 2010 | Teen Choice Awards           | Mejor Actor de TV: Comedia                                                     | Sterling Knight     | Nominado  |
| 2010 | Young Artist Awards          | Mejor Actuación en Una Serie de TV (Comedia o Drama) - Actriz Joven de Reparto | Allisyn Ashley Arm  | Nominada  |
| 2010 | Hollywood Teen TV Awards     | Programa Adolescente: Comedia                                                  | Sonny With a Chance | Ganadores |
| 2010 | Hollywood Teen TV Awards     | Actriz Adolescente: Comedia                                                    | Demi Lovato         | Ganadora  |
| 2010 | Hollywood Teen TV Awards     | Actor Adolescente: Comedia                                                     | Sterling Knight     | Ganador   |
| 2011 | Teen Choice Awards           | Mejor Actriz de TV: Comedia                                                    | Demi Lovato         | Nominada  |
| 2011 | ALMA Awards                  | Actriz de TV Favorita - Papel Protagónico en Comedia                           | Demi Lovato         | Ganadora  |

## Doblaje al español
| Personaje                                                                   | Actor original       | Actor de doblaje (Latinoamérica)                                | Actor de doblaje (España) | Temporada |
| --------------------------------------------------------------------------- | -------------------- | --------------------------------------------------------------- | ------------------------- | --------- |
| Sunny Monroe                                                                | Demi Lovato          | Karla Falcón                                                    | Laura Pastor              | 1-2       |
| Chad Dylan Cooper                                                           | Sterling Knight      | Claudio Velázquez                                               | Adolfo Moreno             | 1-2       |
| Tawni Hart                                                                  | Tiffany Thornton     | Mireya Mendoza                                                  | Pilar González Aguado     | 1-2       |
| Nico Harris                                                                 | Brandon Mychal Smith | Irwin Daayan                                                    | Alejandro Méndez          | 1-2       |
| Grady Mitchell                                                              | Doug Brochu          | Diego Armando Ángeles                                           | Darío García              | 1         |
| Grady Mitchell                                                              | Doug Brochu          | Diego Armando Ángeles                                           | Adrián Viador             | 2         |
| Zora Lancaster                                                              | Allisyn Ashley Arm   | Andalucía López                                                 | Tania Ugía                | 1-2       |
| Estudio de doblaje                                                          | N/A                  | SDI Media de México (Temporada 1) Diseño en Audio (Temporada 2) | Tecnisón S.A (Madrid)     | N/A       |
| Director de Doblaje                                                         | N/A                  | Diana Santos                                                    | Alfredo Cernuda           | N/A       |
| Traductor                                                                   | N/A                  | Yuri Takenaga                                                   | ¿?                        | N/A       |
| Adaptador                                                                   | N/A                  | Yuri Takenaga                                                   | Alfredo Cernuda           | N/A       |
| Doblaje al español producido por Disney Character Voices International Inc. |                      |                                                                 |                           |           |